# Castillo Bitchū Matsuyama
El Castillo Bitchu Matsuyama (備中松山城?), también conocido como Castillo Takahashi, es un castillo japonés localizado en Takahashi, en la prefectura de Okayama en Japón. Esta fortificación no debe ser confundida con el Castillo Matsuyama de Matsuyama, en la prefectura de Ehime. El Castillo Bitchu Matsuyama se caracteriza por ser el castillo más elevado sobre el nivel de mar en Japón.

## Historia
El castillo fue construido originalmente en una montaña cercana en 1240 por Akiba Shigenobu. Takahashi Muneyasu construyó el castillo en una nueva ubicación en el Monte Gagyū en 1331, aunque la ubicación actual difiere de esta última. Esta fortificación actual data de 1683, cuando Mizunoya Sakyonosuke Katsumune construyó el castillo en donde se encuentra hasta el día de hoy. Itakura Katsuyoshi se convirtió en daimyō del lugar en 1744 y sus descendientes gobernaron el castillo hasta la Restauración Meiji.
Después de que terminó el periodo Edo, el castillo fue parcialmente destruido y el resto que quedó en pie fue abandonado. En 1929 se comenzaron los trabajos de restauración, 3 partes del castillo pudieron salvarse: el yagura, una pequeña sección del muro y el tenshu.
En años recientes algunas partes del castillo se han reconstruido para aumentar las estructuras existentes, las cuales han sido nombradas como Propiedad Cultural Importante por el gobierno de Japón.
Es famoso por ser el único yamashiro (castillo de montaña) que conserva el tenshu original.